# Perrette Pradier
Perrette Pradier (ur. 17 kwietnia 1938 w Hanoi, zm. 16 stycznia 2013 w Rueil-Malmaison) – francuska aktorka filmowa i teatralna.

## Życiorys
Perrette Pradier urodziła się w Hanoi, w Wietnamie.
W 1960 roku otrzymała nagrodę Suzanne Bianchetti. Wystąpiła również w kilku produkcjach filmowych, np. Trzej Muszkieterowie: Zemsta Milady z 1961 roku, w której wcieliła się w rolę Konstancji Bonacieux, a także gościnnie w kilku serialach. Występowała także w sztukach teatralnych. Miała również kilka ról dubbingowych, m.in. w filmie animowanym Dzielny szeryf Lucky Luke z roku 1983 i w serialu rysunkowym Lucky Luke, który był emitowany w latach 1984-1992. 
Perrette Pradier zmarła 16 stycznia 2013 roku w wieku 74 lat.

## Filmografia
źródło:.
- 1959: Les Scélérats jako Louise Martin
- 1960: La Brune que voilà jako Sonia
- 1960: Au voleur! jako Amenita
- 1961: Trzej muszkieterowie: Zemsta Milady (Les Trois mousquetaires: La vengeance de Milady) jako Konstancja Bonacieux
- 1961: Le Jeu de la vérité jako Florence
- 1961: Les Amours de Paris jako Françoise Morel
- 1962: Zbrodnia nie popłaca (Le Crime ne paie pas) jako Hélène
- 1963: Les Saintes nitouches jako Catherine
- 1963: Blague dans le coin jako Betty
- 1964: Des Frissons partout jako Lisa Lambert
- 1964: A oto koń siny jako Maria
- 1965: Estambul 65 jako Elizabeth
- 1968: House of Cards jako Jeanne-Marie
- 1970: Céleste jako Catherine
- 1973: Le Temps de vivre, le temps d'aimer jako Sylvie